# Waingaro (rivière de Tasman)

La rivière Waingaro  (en anglais : Waingaro River) est un cours d’eau de la région de Tasman dans l’Île du Sud de la Nouvelle-Zélande.

## Géographie
Elle s’écoule initialement vers l’est, dans une vallée droite, à partir du flanc est du Mont Cobb, avant de tourner pour s’écouler généralement vers le nord tout près de l’angle est du Parc national de Kahurangi. Arrivant dans la plaine de Takaka, elle s’écoule vers le nord-est pour atteindre la rivière Takaka à 8 km au sud de l’agglomération de Takaka.